# Autorretrato (Rafael)
O Autorretrato de Rafael é uma têmpera comumente datado entre 1504 e 1506. Mede 47,5 cm por 33 cm. O retrato foi anotado em um inventário da coleção particular do duque Leopoldo de Médici, concluído em 1675, e posteriormente listado no inventário da Galleria degli Uffizi de 1890.
É um dos poucos autorretratos do pintor e a única pintura a óleo em que ele aparece sozinho. Embora seja geralmente aceita que representa Rafael no seu primeiro período florentino, quando ainda era discípulo de Perugino, existe também a teoria de que se trata de uma obra posterior, uma cópia invertida do seu rosto na Escola de Atenas. De acordo com esta hipótese, poderia ser apenas no início da sua estada em Roma, em 1509.